# ویاچسلاف گورپیشین
ویاچسلاف گورپیشین (روسی: Вячеслав Николаевич Горпишин؛ زادهٔ ۲۰ ژانویهٔ ۱۹۷۰) بازیکن هندبال اهل روسیه بود.